# Luca Morisi
Luca Morisi (Milán, 22 de febrero de 1991) es un jugador italiano de rugby que se desempeña como Centro y juega en el Zebre Rugby del United Rugby Championship. Es internacional con la Azzurri desde 2012

## Selección nacional
Morisi jugó dos años en su selección juvenil entre 2009 y 2011.
Jacques Brunel lo convocó a la Azzurri para disputar el Torneo de las Seis Naciones 2012 y debutó contra La Rosa.
Es titular en su selección. En total lleva 25 partidos jugados y cuatro tries marcados (20 puntos).